# Vanderwulpia
Vanderwulpia är ett släkte av tvåvingar. Vanderwulpia ingår i familjen parasitflugor.
Kladogram enligt Catalogue of Life:
| Vanderwulpia | \| \| Vanderwulpia atrophopodoides \| \| \| \| \| \| Vanderwulpia sororcula \| \| \| \| |
|              | \| \| Vanderwulpia atrophopodoides \| \| \| \| \| \| Vanderwulpia sororcula \| \| \| \| |
|              | Vanderwulpia atrophopodoides                                                            |
|              |                                                                                         |
|              | Vanderwulpia sororcula                                                                  |
|              |                                                                                         |